# Колонія птахів

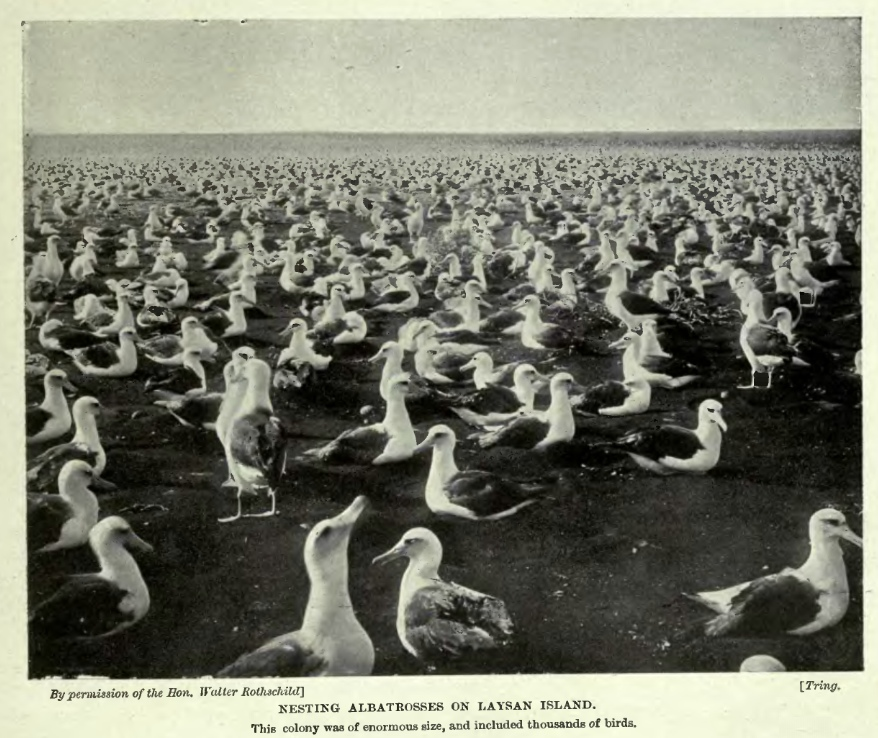
Гніздова колонія темноспинних альбатросів на острові Лейсен, початок 1900-х років.

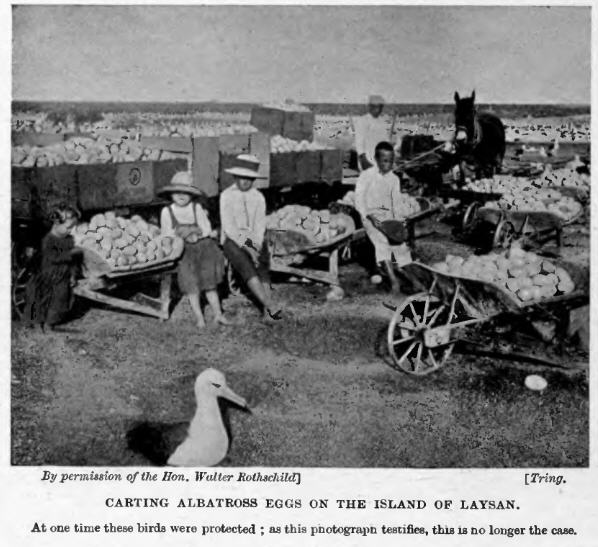
Збір яєць з гніздової колонії, початок 1900-х років.

Коло́нія птахі́в — масове колоніальне гніздування птахів одного або різних видів.
Гніздові колонії часто створюються морськими птахами на скелях та островах. Багато сухопутних птахів також гніздяться в колоніях, наприклад, чаплі, лелеки та інші великі водоплавні птахи. Птахи, що гніздяться колоніями, часто проявляють синхронну поведінку розмноження.
Звичка багатьох видів птахів гніздитись разом, як вважається, надає більше можливостей захисту від хижаків через велику кількість птахів, здатних захищати колонію. Крім того, така поведінка може бути відповіддю на недостатню кількість зручних місць для гніздування або на локальне розташування джерел їжі. Також існує думка, що життя у колоніях допомагає виховувати пташенят, у цьому випадку колонії служать своєрідними школами, де птахи можуть навчатися один від одного.
Колонії птахів часто використовуються людиною як джерело яєць, м'яса птахів і гуано.